# Padang Capo Ulu
Padang Capo Ulu is een bestuurslaag in het regentschap Seluma van de provincie Bengkulu, Indonesië. Padang Capo Ulu telt 448 inwoners (volkstelling 2010).